# Deksznie (rejon solecznicki)
Deksznie (lit. Degsniai) − wieś na Litwie, w gminie rejonowej Soleczniki, 1 km na północny zachód od Kamionki, zamieszkana przez 11 ludzi. Przed II wojną światową w Polsce, w powiecie wileńsko-trockim województwa wileńskiego.